# Великолепие в траве
«Великолепие в траве» (англ. Splendor in the Grass) — американский драматический фильм 1961 года, режиссёром и продюсером которого является Элиа Казан, сценаристом выступил Уильям Индж. Главные роли двух влюблённых старшеклассников, справляющихся с чувствами сексуального подавления, первой любовью и разбитыми сердцами, исполнили Натали Вуд и Уоррен Битти (это его дебют в кино). Пэт Хингл, Одри Кристи, Барбара Лоден, Зора Ламперт, и Джоанна Рус исполнили второстепенные роли.
Великолепие в траве был показан в кинотеатрах 10 октября 1961 года, компанией Warner Bros. Pictures и получил коммерческий успех и хорошие отзывы у критиков, собрав 4 миллиона долларов, и получил две номинации на 34-й церемонии награждения премии «Оскар» за лучшую женскую роль (для Вуд) и лучший оригинальный сценарий (для Инджа), победив в последней номинации.

## Сюжет
Идёт 1928 год, Канзас. Вильма Дин «Дини» Лумис — девочка-подросток, следует совету своей матери — сопротивляться своему желанию заняться сексом со своим парнем Бадом Стэмпером, сыном одной из наиболее процветающих семей города благодаря бурению нефтяных скважин. В свою очередь, Бад неохотно следует совету своего отца Эйса подождать с женитьбой на Дини до окончания колледжа и найти другую девушку, с которой можно удовлетворить свои желания.
Родителям Бада стыдно за его старшую сестру Джинни, неразборчивую в связях тусовщицу, которая курит, пьет и недавно вернулась из Чикаго, где ее родители аннулировали брак с кем-то, кто женился на ней исключительно из-за ее денег; по городу ходят слухи, что у нее действительно был аборт. Разочаровавшись в своей дочери, родители Бада возлагают на него все свои надежды и заставляют его поступить в Йельский университет.
Эмоциональное давление слишком велико для Бада, который страдает физическим расстройством и чуть не умирает от пневмонии.
На новогодней вечеринке Джинни напивается, к унижению и разочарованию своих родителей. Бад пытается отвезти ее домой, но она отказывается. Вместо этого она ищет кого-нибудь, чтобы тот потанцевал с ней, утверждая, что «мужчины хотят разговаривать с ней только в темноте». Она покидает вечеринку с мужчиной, Бад выходит на улицу и в машине находит сестру, изнасилованную одним из мужчин с вечеринки. Он затевает драку с этим человеком, но в итоге Бад проигрывает из-за окружившей их толпы. Бад забирает Дини домой после вечеринки. Встревоженный тем, что, как он видел, случилось с его сестрой, Бад говорит Дини, что они должны перестать целоваться и дурачиться, и расстается с ней.
Зная, что его одноклассница Хуанита готова вступить с ним в сексуальную связь, Бад вступает с ней в эту связь.
Вскоре после этого, подавленная тем, что Бад прекратил их отношения, Дини посещает вечеринку с одноклассником Тутсом Таттлом; подражая поведению Джинни Стэмпер, она выходит на улицу с Бадом и подходит к нему. Когда он отвергает ее, потрясенный тем, что всегда считал Дини «милой» девушкой, она возвращается к Тутсу, который отвозит ее в уединенное место у пруда, который впадает в водопад. Находясь там, Дини понимает, что не может заниматься сексом, и что в этот момент её чуть не изнасиловали. Убегая от Тутса и доведенная до безумия, она пытается покончить с собой, прыгнув в пруд, но ее спасают как раз перед тем, как она успевает добраться до водопада.
Её родители продают свои нефтяные акции, чтобы заплатить за госпитализацию дочери, что на самом деле оказывается «скрытым благословением», потому что они получают прибыль до Краха 1929 года, который приводит к Великой депрессии.
Пока Дини находится в лечебном учреждении, она знакомится с другим пациентом, Джонни Мастерсоном, у которого проблемы с гневом, направленным на его родителей, которые хотят, чтобы он стал хирургом. Два пациента образуют связь.
Тем временем Бада отправляют в Йель, где он проваливает практически все свои экзамены, но знакомится с Анджелиной, дочерью итальянских иммигрантов, которые управляют местным рестораном в Нью-Хейвене. В октябре 1929 года отец Бада отправляется в Нью-Хейвен, пытаясь убедить декана не исключать Бада из Университета; Бад говорит декану, что он только стремится владеть ранчо. Фондовый рынок рушится, пока отец Бада — Эйс находится в Нью-Хейвене, и он теряет всё. Он везет Бада в Нью-Йорк на выходные, там они идут в ночной клуб — кабаре, затем Эйс совершает самоубийство, прыгнув со здания — то, о чем он шутил незадолго до этого, — и полиция просит Бада опознать тело отца.
Дини возвращается домой из психиатрической больницы через два года и шесть месяцев. Вдова Эйса уехала жить к родственникам, а сестра Бада погибла в автокатастрофе. Мать Дини хочет оградить ее от любых возможных страданий от встречи с Бадом, поэтому она притворяется, что не знает, где он. Когда приходят школьные подруги Дини, её мать уговаривает их притвориться, что они ничего не знают о местонахождении Бада. Однако отец Дини отказывается нянчиться со своей дочерью и говорит ей, что Бад занялся скотоводством и живет на старой семейной ферме.
Её подруги везут Дини на встречу с Бадом в старый фермерский дом. Сейчас он одет в рабочую одежду и женат на Анджелине; у них есть маленький сын по имени Бад-младший и еще один ребенок на подходе. Дини сообщает Баду, что собирается выйти замуж за Джона (который сейчас работает врачом в Цинциннати). Во время их краткого воссоединения Дини и Бад понимают, что оба должны принять то, что бросила им жизнь. Бад говорит: «В чем смысл? Мы должны принимать то, что приходит, то есть плыть по течению». И Дини с ним соглашается. Каждый из них говорит, что «больше не думает о счастье».
Когда Дини уходит со своими подругами, Бад, кажется, лишь частично удовлетворен тем направлением, которое приняла его жизнь. После того, как остальные ушли, он успокаивает Анджелину, которая поняла, что Дини когда-то была любовью всей его жизни.
Уезжая, подруги Дини спрашивают её, влюблена ли она всё ещё в Бада. Она не отвечает им, но слышен её голос, читающий четыре строки из Вордсворта «Намеки на бессмертие».:
«Пусть никогда нам не вернуть тот миг
Великолепия в траве, величия в цветке.
Не будем горевать, а будем черпать силы в том, что было.»

## В ролях
- Натали Вуд — Вильма Дин «Дини» Лумис
- Пэт Хингл — Эйс Стэмпер
- Одри Кристи — Миссис Лумис
- Барбара Лоден — Вирджиния «Джинни» Стэмпер
- Хора Ламперт — Анджелина
- Уоррен Битти — Бад Стэмпер
- Фрэд Стюарт — Дел Лумис
- Джоанна Рус — Миссис Стэмпер
- Джон МакГоверн — Доктор Смайли
- Джэн Норрис — Хуанита Ховард
- Мартина Бартлетт — Мисс Меткалф
- Гэри Локвуд — Аллен «Тутс» Таттл
- Сэнди Дэннис — Кей
- Кристал Филд — Хэйзел
- Марла Адамс — Джун
- Линн Лоринг — Кэролин
- Шон Гэррисон — Гленн

## Производство
Снятый в Нью-Йорке на Filmways Studios, фильм «Великолепие в траве» основан на жизни людей, которых сценарист Уильям Индж знал, когда рос в Канзасе в 1920-х годах. Он рассказал эту историю режиссеру Элиа Казан, когда они работали над постановкой пьесы Инджа «Темнота наверху лестницы» в 1957 году. Они согласились, что из этого получится хороший фильм и что они хотят работать над ним вместе. Индж написал его сначала как роман, потом как сценарий.
Название фильма взято из строки стихотворения Уильяма Вордсворта «Ода: Намеки на бессмертие из воспоминаний раннего детства».:
«Пусть никогда нам не вернуть тот миг
Великолепия в траве, величия в цветке.
Не будем горевать, а будем черпать силы в том, что было…»
За два года до написания сценария к фильму Индж написал пьесу «Слава в цвету» (1953), название которой взято из той же строки стихотворения Вордсворта. В пьесе рассказывается история двух бывших влюбленных средних лет, которые снова ненадолго встречаются в закусочной после долгого отчуждения; по сути, они те же персонажи, что и Бад и Дини, хотя их зовут Бус и Джеки.
Сцены Канзаса и дома Лумисов были сняты в секция Трэвиса Стейтен-Айленда, Нью-Йорк.
Внешние сцены кампуса средней школы были сняты в Школе Горация Манна в Бронксе. Готические здания Северного кампуса Городского колледжа Нью-Йорка заменяют Йельский университет в Нью-Хейвене.
Сцены у водопада были сняты в Хай Фоллс, Нью-Йорк — летнем доме режиссера Казана.
Уоррен Битти, появившись на телевидении (особенно в повторяющейся роли в сериале «Много любви Доби Гиллиса»), дебютировал на экране в этом фильме. Он познакомился с Индж в прошлом году, когда играл в пьесе Инджа «Потеря роз» на Бродвее

## Восприятие
Босли Кроутер из «Нью-Йорк Таймс» назвал фильм «откровенной и свирепой социальной драмой, от которой вылезают глаза и горят скромные щеки»; у него были комментарии к нескольким исполнениям:
- Пэт Хингл «дает потрясающее представление в роли богатого нефтью отца мальчика, толкает, колотит и проповедует, выбивая сердце из мальчика».
- Одри Кристи «безжалостно поглощает, как липко-сладкая мать девочки».
- Уоррен Битти — «удивительный новичок» и «дружелюбный, порядочный, крепкий парень, чье эмоциональное истощение и поражение являются глубоким пафосом в фильме».
- Натали Вуд обладает «красотой и сиянием, которые переносят ее через роль бурных страстей и депрессий с незапятнанной чистотой и силой. В ее исполнении есть поэзия, а ее глаза в финальной сцене свидетельствуют о моральном значении и эмоциональном наполнении этого фильма».

Однако, написав в журнале «Esquire», Дуайт Макдональд подтвердил мнение о том, что Элия Казан был «таким же вульгарным режиссером, как и со времен Сесила Б. Де Милля». Далее он прокомментировал:
Я никогда не был в Канзасе, но я подозреваю, что родители там даже в далеком 1928 году не были глупы до подлости и что их дети не были сексуально расстроены до безумия...Казан "откровенен", как откровенен мясник, когда он кладет стейк на стол для осмотра покупателем. [Он] не откажется ни от чего, что можно использовать.
Что касается исполнения ролей, «Variety» заявил, что Вуд и Битти «демонстрируют убедительные, привлекательные выступления», а Кристи и Хингл были «действительно исключительными», но также обнаружили «что-то неловкое в механическом ритме картины». В этой истории есть недостающие звенья и тупики. Несколько раз он резко переходит от кульминации к гораздо более позднему моменту времени, когда возникают откровения и события, которые зритель не может принять как должное. Слишком много времени тратится на то, чтобы сосредоточить внимание на персонажах, которые сами по себе не имеют большого значения".
"
Филип К. Шойер из «Лос-Анджелес Таймс» писал: "У картины действительно есть свои театральные излишества, и она идеалистически не соответствует тому, что ее мораль остается нерешенной; тем не менее, это кинопроизводство первого порядка и одна из немногих значительных американских драм, которые у нас были в этом году.
"
Ричард Л. Коу из «Вашингтон Пост» нашел «красоту и истину» в этой истории, но подумал, что «непрекращающееся ворчание родителей и невнимание к ушам неубедительны» и что персонажи Кристи и Хингла «могли бы делать все, что они делают, в гораздо меньшем количестве кадров».

«Harrison's Reports» присвоил оценку «Очень хорошо» и написал, что темы для взрослых «не раздувают историю в пузырь мыльной оперы. Эмоциональная дешевизна и отвратительная грубость, которые проявляются во многих нитях, сплетаемых в наши дни из сексуальной модели молодого, аморального поведения, здесь не встречаются. Вместо этого вы находите пронзительно привлекательное и трогательное выступление прекрасной Натали Вуд, которое придает истории смысл».

Брендан Гилл из «The New Yorker» не согласился и раскритиковал фильм за то, что он «настолько фальшивая картина, насколько я помню», объяснив, что Индж и Казан "должны прекрасно знать, что молодые люди, которых они заставляют метаться в «Великолепии в траве», практически не имеют отношения к молодым людям в реальной жизни… у кого-то нет выбора, кроме как предположить, что эта нездоровая вылазка в подростковую сексологию была задумана не для того, чтобы наставлять наши умы или трогать наши сердца, а для того, чтобы пробудить похотливый интерес и произвести сногсшибательный кассовый успех. Я не могу не надеяться, что они переоценили свои силы.
"
Журнал «Time» написал, что «сценарий, в целом, является самым слабым элементом картины, но сценариста Индж вряд ли можно винить за это», потому что он был «сильно отредактирован» Казаном; он назвал фильм «относительно простой историей подростковой любви и разочарования», которая была "жаргонной и разбитой на главы, пока это не звучит как сердитая психосоциологическая монография, описывающая сексуальные нравы бессердечной глубинки.
"
Фильм получил 78 % баллов на Rotten Tomatoes, основанных на 23 рецензиях.

## Награды и номинации
| Награда                           | Категория                                                       | Номинант(ы)          | Результат |
| --------------------------------- | --------------------------------------------------------------- | -------------------- | --------- |
| Премия «Оскар»                    | Лучшая женская роль                                             | Натали Вуд           | Номинация |
| Премия «Оскар»                    | Лучший сюжет и сценарий – написанный непосредственно для экрана | Уильям Индж          | Победа    |
| Премия BAFTA                      | Лучшая иностранная актриса                                      | Натали Вуд           | Номинация |
| Премия Гильдии режиссёров Америки | Лучшее режиссёрское достижение в кино                           | Элиа Казан           | Номинация |
| Премия «Золотой глобус»           | Лучший фильм – драма                                            | Лучший фильм – драма | Номинация |
| Премия «Золотой глобус»           | Лучшая мужская роль в фильме – драма                            | Уоррен Битти         | Номинация |
| Премия «Золотой глобус»           | Лучшая женская роль в фильме – драма                            | Натали Вуд           | Номинация |
| Премия «Золотой глобус»           | Самый многообещающий новичок – мужчина                          | Уоррен Битти         | Победа    |
| Laurel Awards                     | Лучшее женское драматическое исполнение                         | Натали Вуд           | Номинация |
| Photoplay Awards                  | Золотая медаль                                                  | Золотая медаль       | Победа    |

Фильм занял 50-е место в списке 50 лучших фильмов средней школы «Entertainment Weekly»́.

В 2002 году Американский институт кино поставил «Великолепие в траве» на 47-е место в своем списке 100 величайших любовных историй всех времен.

## Ремейк
«Великолепие в траве» получило ремейк как телевизионный фильм 1981 года «Великолепие в траве» с Мелиссой Гилберт, Сирилом О'Рейли и Мишель Пфайффер.

## В популярной культуре
Сюжетная линия фильма и главный герой вдохновили хитовую песню Шона Кэссиди под названием «Hey, Deanie».  Она была написана Эриком Карменом, который также позже записал песню.

Исполнение Кэссиди достигло 7-го места в США «Billboard» Hot 100 зимой 1978 года.

«Hey, Deanie» была второй из двух песен, непосредственно вдохновленных фильмом, первой была песня Джеки Дешаннон 1966 года «Великолепие в траве».
В 1973 году Джуди Блюм опубликовала роман для взрослых под названием «Дини». В первых нескольких строках книги главная героиня представляется и объясняет, что незадолго до ее рождения ее мать посмотрела фильм о красивой девушке по имени Уилмадин, которую все сокращенно называли Дини, и что в первый раз, когда она держала на руках свою маленькую дочь, она знала, что ребенок получится красивым, и поэтому тоже назвала ее Дини. Героиня Дини продолжает объяснять, что ей потребовалось почти 13 лет, чтобы узнать, что девушка в фильме сошла с ума и «оказалась на забавной ферме», и что ее мать посоветовала ей забыть эту часть истории.